# 大英图书馆
大英图书馆，又稱不列顛圖書館，是英国的国家图书馆，也是世界上最大的学术图书馆之一，擁有超過1.7億件館藏。作為英國的法定送存機構，大英圖書館會收藏在英國及愛爾蘭地區出版的所有文學作品，任何在英國發行書籍的出版商均須提供一件副本給大英圖書館。
大英图書館中的館藏涵蓋400多種語言，包括各類書籍、手稿、期刊、報紙、雜誌、劇本、專利、資料庫、地圖、郵票、圖畫、錄影和錄音等印刷品和數位內容，其中有約1,400萬本藏書，以及可追溯至西元前2000年的大量手稿和歷史文獻，圖書館除收藏自英、愛兩地送存的出版物（約每日8,000件）外，亦設有館藏獲取計畫，每年增加約300萬件作品，每年需新增約9.6公里的書架放置，而圖書館內約可容納1,200名讀者。
大英图書館前身為大英博物館的閱覽室，於《1972年大英圖書館法令》（British Library Act 1972）通過後自博物館分離，但直到1997年前都未搬離原閱覽室的建築。目前圖書館有兩個館址，主館址位於倫敦聖潘克拉斯火車站旁的尤斯頓路，該館於1982年動工興建，1997年開放。主館址建築因其歷史意義和設計被英國女王伊莉莎白二世於1998年6月25日列為一級登錄建築，而圖書館另有一位於西約克郡波士頓斯帕的文獻儲藏庫。

## 歷史

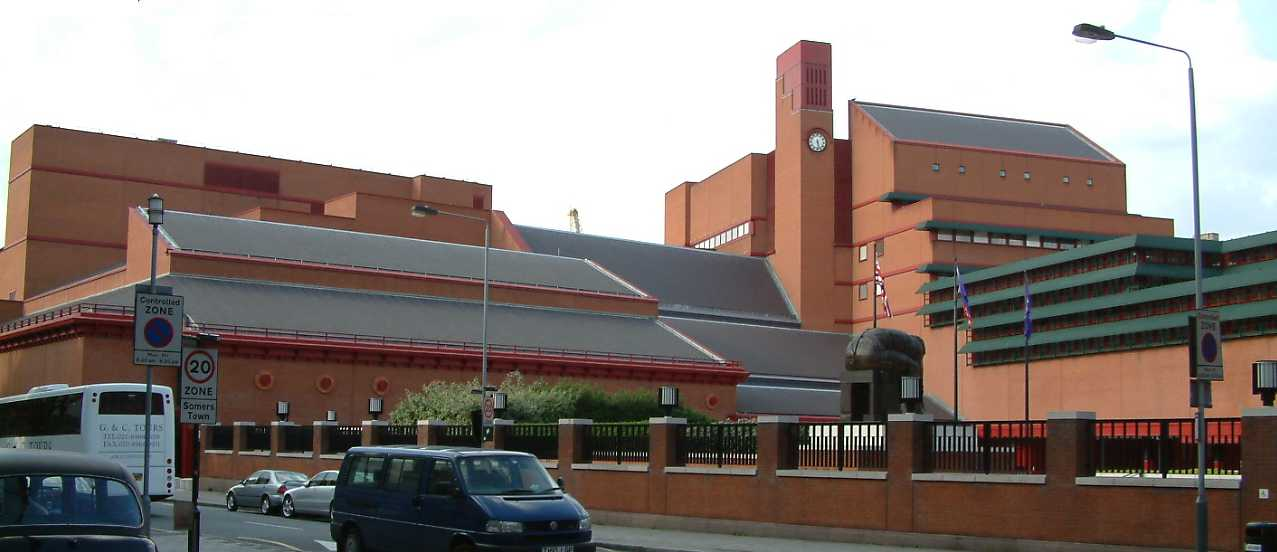
大英图书馆全景

大英图书馆的前身是在1753年在伦敦建立之大英博物馆的閱覽室，直到1973年7月1日根據《1972年大英圖書館法令》（British Library Act 1972）而成立。大英圖書館成立時也合併了國立中央圖書館、國立科學技術借閱圖書館（The National Lending Library for Science and Technology）、英國國家書目中心等一些較小的圖書館及組織。1974年，科學技術資訊辦公室（The Office for Scientific and Technical Information）的職能被其接管；1982年，印度事務部檔案及皇室文具署的書籍裝訂工作與其合併；1983年，大英圖書館影音檔案室（今大英圖書館影音檔案室）成為大英圖書館的一部分，該館收藏許多影音作品，包括100多萬張光碟及上千卷磁帶。
圖書館核心的歷史收藏是源自於18世紀以來捐贈和收購的物品，被稱為「奠基館藏」（foundation collections）。其中包括古文物收藏家羅伯特·科頓爵士、漢斯·斯隆、文學愛好者羅伯特·哈雷伯爵、英國國王喬治三世成立之國王圖書館內所收藏的手抄本、書籍等。該些藏品也曾多年分散在倫敦市中心附近，如位於布魯姆斯伯里的大英博物館內、法院巷車站、貝斯沃特、霍本，以及位在西約克郡韋瑟比以東2.5英里（4.0公里）的波士頓斯帕的館際互借中心和巴內特倫敦自治市科林達的報紙館等。
2014年5月16日，大英图书馆開始陸續將館藏珍品以創用CC4.0條款授權在其網站釋出圖片。

## 法定送存
1911年起，大英图书馆开始收藏所有在英国出版的受版权保护的书籍。1973年开始英国通过法律正式规定大英图书馆为英国的国家图书馆。愛爾蘭共和國也在2000年的著作權法中，指定大英圖書館為法定送存機構。

## 使用
大英圖書館免費開放給任何需要使用館藏與圖書館服務的人士，提供簽名及一個有效地址的證明文件後即可申請讀者通行證。
在歷史上，圖書館僅發給需要專業資料、文獻的研究人士讀者通行證，而該些資料在其他公共圖書館及學術圖書館無法獲得。之後圖書館因開放大量大學生使用閱覽室而引起部分批評，有批評者認為大學生可使用他們的大學圖書館，大量學生造成大英圖書館的環境吵雜，且因人數增加導致須排隊許久才可進入圖書館。圖書館則表示對因尖峰時段導致研究受阻的人士感到遺憾，並承諾會在該時段盡力控制館內人數。
自2014年9月29日起，持有讀者通行證的人士亦可在西約克郡波士頓斯帕的文獻儲藏庫中使用。

## 图书馆结构
现今的大英图书馆由三个部分组成：
- 在1998年在伦敦新建的图书馆。

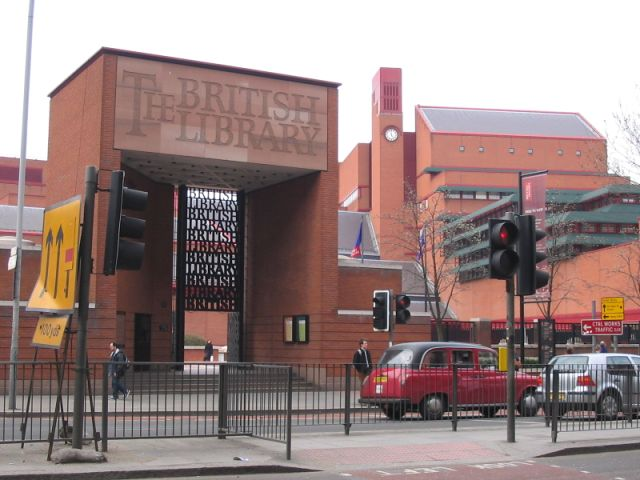
大英圖書館，聖潘克拉斯（St Pancras）正門

- 期刊图书馆收藏了超过5万种不同的报纸和杂志
- 大英图书馆馆藏资料库每年的书籍借阅量超过400万次

## 職員
大英圖書館員工負責的各項工作包括策展、業務和技術指導等。
首席執行官（館長）
- 1973－1984年：哈利·霍克威（英语：Harry Hookway）爵士，大英圖書館第一任首席執行官。[26]
- 2000－2012年：琳恩·布林德利（英语：Lynne Brindley）。[27][28][29]
- 2012年9月至今：羅伊·基廷（英语：Roly Keating）。[30]

首席圖書館員
- 2013－2018年：卡羅琳·布瑞兹（英语：Caroline Brazier (librarian)），於2017年12月辭職，2018年正式退休。[31][32][33]
- 2018年9月至今：莉斯·喬利（英语：Liz Jolly）。[31][33]